# Cornwall (New York)
Cornwall è un comune degli Stati Uniti d'America, situato nello Stato di New York, nella contea di Orange.